# Árok (település)
Árok (ukránul: Ярок [Jarok]) falu Ukrajnában, Kárpátalján, az Ungvári járásban. 

## Földrajz
Ungvár közelében, attól kelet-északkeletre, az Antalóci Pojána oldalában eredő patak völgyében fekszik. A rajta keresztülfolyó Árok-patak valószínűleg a településről kapta nevét.

## Története
15. század végi, soltészi alapítású település. Első írásos említése 1499-ből származik „Arok” néven. Egy 16. századi urbárium főleg magyar családneveket említ a faluban, mely később elruszinosodott.
A 18. század végén Vályi András így ír róla: „ÁROK. Orosz falu Ungvár Vármegyében, birtokosa a’ Királyi Kamara, lakosai ó hitűek, fekszik Ungvár Városán felűl, nap kelet felé magos, és öszve nyőtt hegyek között, azért is inkább erdeivel, mint szántó földgyeivel bővelkedik, földgye jó termékenységű, fája sok, rétgye, legelője hasznos, vagyonnyainak eladására jó alkalmatossága, első Osztálybéli.”
Fényes Elek 1851-ben kiadott geográfiai szótárában így ír a faluról: „Árok, orosz falu, Ungh vgyében, Unghvárhoz keletre 1 1/4 mfdnyire, szép vidéken: 504 g. kath., 8 zsidó lak., gör. kath. paroch. templommal, hegyes de meglehetős határral, vizimalommal. F. u. a kamara.”
A trianoni béke előtt Ung vármegye Ungvári járásához tartozott. Az első világháborút követően a községet a mesterségesen létrehozott Csehszlovákiához csatolták, majd 1938-tól ismét Magyarországhoz tartozott 1944 őszéig, amikor a szovjet csapatok megszállták.
Ennek következtében 1945-ben az Ukrán Szovjet Szocialista Köztársaság, s ezzel együtt a Szovjetunió részévé vált. 1991 óta a független Ukrajna része.

## Népesség
1910-ben 680 lakosából 50 magyar, 630 ruszin anyanyelvű volt; vallását tekintve pedig 18 római katolikus, 647 görögkatolikus, 1 református és 14 izraelita.
| 1910 | 680 |
| 2001 | 725 |

A népesség anyanyelv szerinti megoszlása a teljes népesség %-ában (2001)